# Liste der Amtsinhaber von Hyderabad
Diese Liste der Amtsinhaber von Hyderabad verzeichnet die Herrscher, Regierungschefs und britischen Residenten des indischen Fürstenstaats Hyderabad seit der Erringung der Selbständigkeit vom Mogulreich bis zur Eingliederung in die indische Union 1948/56.
Der Nizam als „erster Fürst Indiens“ bekam von den Briten als Herrscher das Recht auf 21 Schuss Salut zugestanden. Der Thronfolger trug den Titel Prince of Berar.

## Nizam

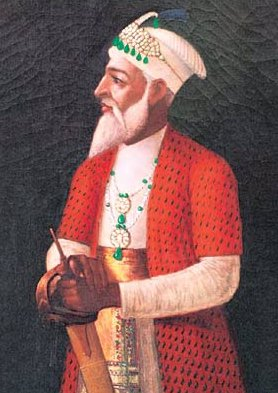
Asaf Jah I., Gründer der Dynastie

- 20. Juni 1720 bis 1. Juni 1748: Qamar ad-Din Chin Qilij Khan, ab 12. Juli 1737: Asaf Jah I. (* 1671, der Legende nach *1644 gestorben 104-jährig. Mausoleum im Fort von Daulatabad.) Um die Nachfolge stritten ein Enkel und vier Söhne.
- 1. Januar 1748 bis 16. Dezember 1750: Nasir Jang Mir Ahmad (* 1712, ermordet 1750) der zweite Sohn. Hatte 1740 rebelliert und war zeitweise gefangen.
- 16. Dezember 1750 bis 13. Februar 1751: Muhyi ad-Din Muzaffar Jang Hidayat, mit den Franzosen verbündet. Ermordet.
- Usurpator: Februar 1751 – 16. Oktober 1752: Ghazi ad-Din († 1752)
- 13. Februar 1751 bis 8. Juli 1762: Asaf ad-Dowla Mir Ali Salabat Jang, (* 1718, 3. Sohn von Asaf Jah, franzosenfreundlich, von seinem Bruder abgesetzt, gefangen im Fort von Bidar, dort ermordet 1763)
- 8. Juli 1762 bis 6. August 1803: Ali Khan Asaf Jah II. (1734–1803). Von den Briten installiert.
- 7. August 1803 bis 21. Mai 1829: Mir Akbar Ali Khan Asaf Jah III. (1768–1829) (= Sikandar Jah)
- 21. Mai 1829 bis 16. Mai 1857: Naser ad-Dowla Farkhunda Ali Asaf Jah IV. (1794–1857)
- 18. Mai 1857 bis 26. Februar 1869: Afzal ad-Dowla Mahbub Ali I. Khan Asaf Jah V., GCSI (* 1827) „Our Faithful Ally“
- 28. Februar 1869 bis 29. August 1911: Fath Jang Mahbub Ali II. Khan Asaf Jah VI. (* 1866, † 1911; unter Regentschaft: 28. Februar 1869 bis 5. Februar 1884; begraben in der Mekka-Moschee von Hyderabad)[2]
- 29. August 1911 bis 26. Januar 1950: Fath Jang Mir Osman Ali Khan Asaf Jah VII. (* 1886, † 1967; ab 17. September 1948 unter dem indischen Militärgouverneur: Joyanto Nath Chaudhuri, * 1908)

## Diwan
- 1724–1730 Muhammad Iwaz Khan
- 1730–1742 Anwarullah Khan
- 1742–1748? Khuda Banda Khan

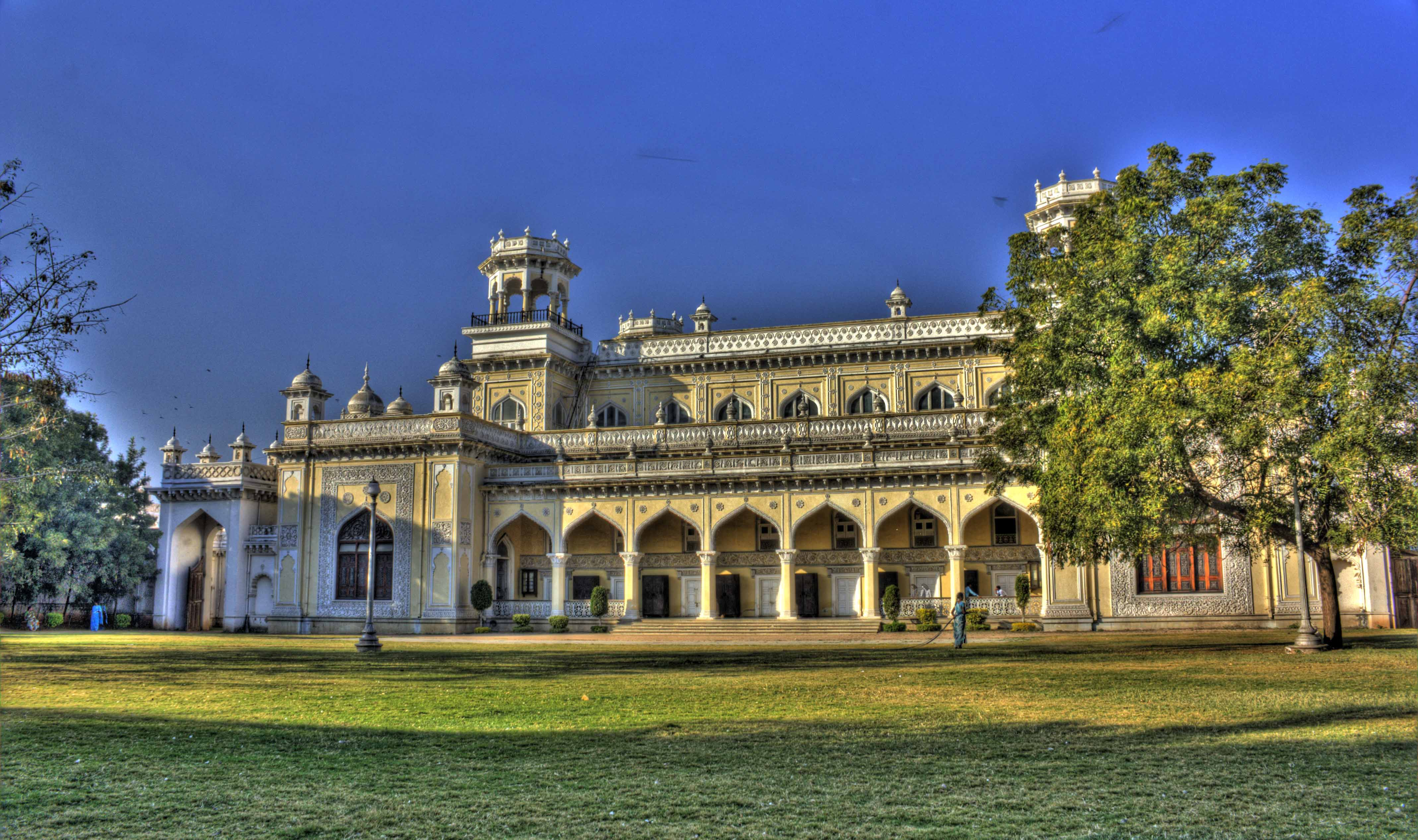
Chawmahalla-Palast

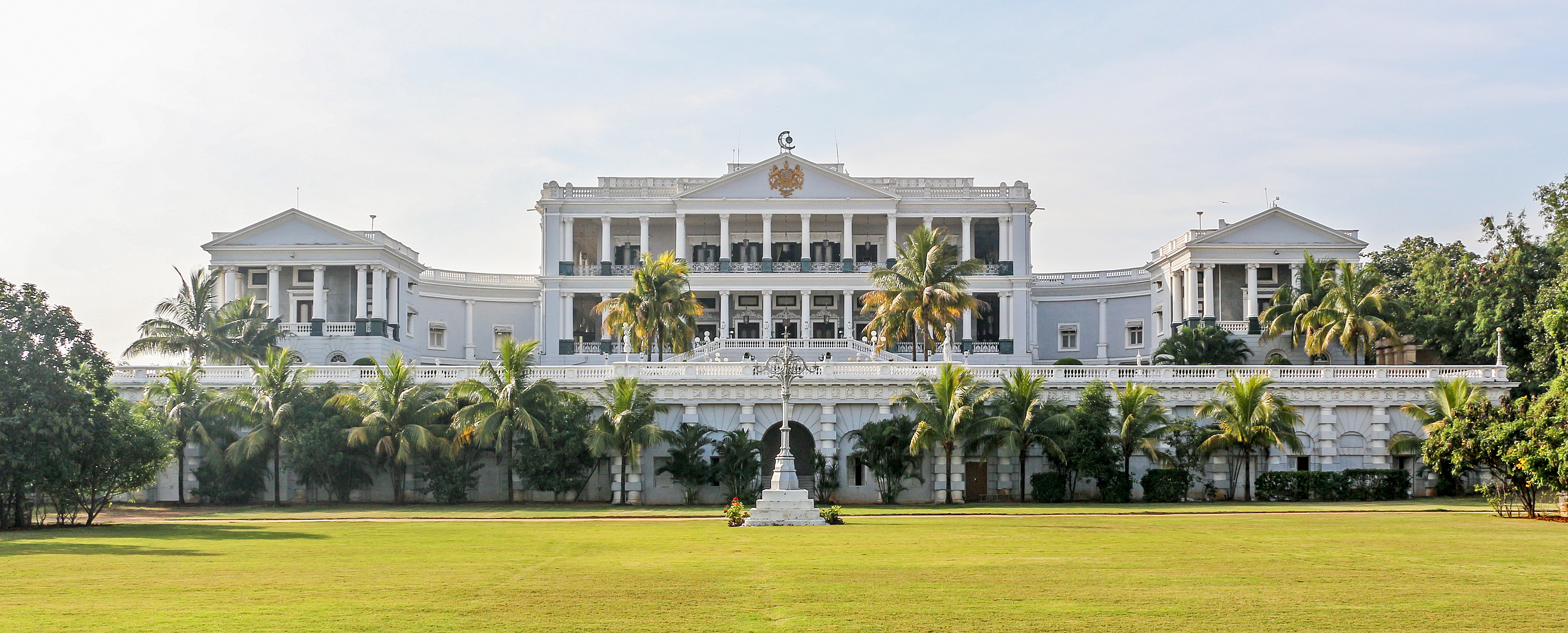
Falaknuma-Palast

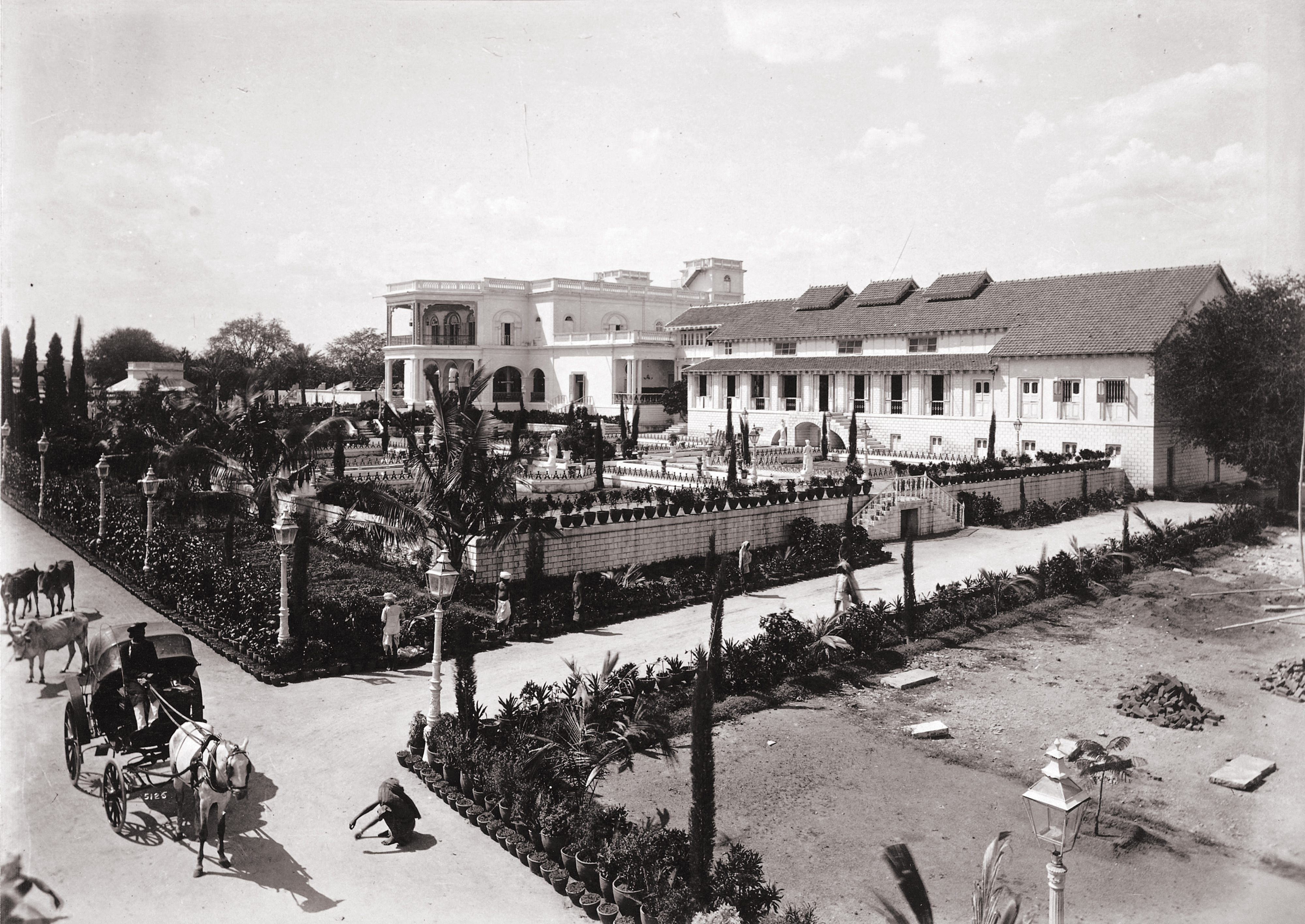
Bashir-Bagh-Palast, erbaut für Asman Jah (r. 1887–94; Gebäude steht nicht mehr)

- 1748–1750 Shah Nawaz Khan (1. Amtszeit)
- 1750–1752 Raja Ragunath Dass
- 1752–1755 Syed Lashkar Khan
- 1755–1758 Shah Nawaz Khan (2. Amtszeit)
- 1758–1761 Basalat Jung
- 1761–1765 Vithal Sundur
- 1765–1775 Musa Khan Nawab Rukum ud-Daula
- 1775–1781 Viqar-ud-Daula, mit Shams-ul-Mulk (bis 1778)
- 1781?–9. Mai 1804 Ghulam Sayyed Khan Aristu Jah (Geisel der Mahraten 1795–97)
- 1795–1797 Mir Alam (1. Amtszeit)
- 1804 Raja Rajindra
- 1804–1808 Mir Alam (2. Amtszeit)
- 1808–1832 Munir ul-Mulk, verheiratet mit einer Tochter von Mir Alam, Großvater von Salar Jung I, hinterließ 2½ Mio. Schulden; mit
- 1808–6. September 1843 Chandu Lal
- 1843–1846 Ram Baksh (1. Amtszeit)
- 1846–1848 Siraj ul-Mulk (1. Amtszeit) († 1853; zweiter Sohn von Munir ul-Mulk)
- November 1848–Dezember 1848 Amjad ul-Mulk
- Dezember 1848–Mai 1849 Shams ul-Umara
- September 1849–April 1851 Ram Baksh (2. Amtszeit)
- April 1851–Juni 1851 Ganesh Rao
- 1851–Mai 1853 Siraj ul-Mulk (2. Amtszeit)
- Mai 1853–8. Februar 1883 Mir Turab Ali Khan Salar Jung I. (* 1829, † 1883, Neffe des Nizam), ab 1869 zusammen mit Rafid ud-Din († 1877), aus der Shams ul-Umara Großgrundbesitzersippe, Regent. Auf Rafid folgte sein jüngerer Bruder Rashid († 1881).
- Februar 1883–April 1887 Laiq Ali Khan Salar Jung II. († 1889)
- 1887–1893 Asman Jah Bahadur, KSIE, (Shams ul-Umara ältere Linie)
- 1893–1901 Nawab Sri Viqar ul-Umara († 1902; jüngerer Sohn von Rafid ud-Din, Shams ul-Umara jüngere Linie)
- 1902–11. Juli 1912: Maharaja Sir Kishen Pershad (1. Amtszeit; * 1862, † 1940; 1912 auf eigenen Wunsch beurlaubt; drittgrößter Landbesitzer, nach Nizam und Familie Salar Jung[2])
- 11. Juli 1912–November 1914 Nawab Yusuf Ali Khan Salar Jung III. (* 1889, † 1949), ernannt mit zunächst 3-jähriger Probezeit und Imud ul-Mulk als Berater, trat zurück.
- 1914–1921 Osman Ali Khan, der Nizam
- 1921–1923 Sayed Ali Imam (1919–1921: „President of Executive Council“)
- 1923–1926 Fareedul Mulk Bahadur
- 1926–1927 Nawab Wali ud-Daulah
- 1927–1937 Maharaja Sri Kishen Pershad (2. Amtszeit)
- 1936/7–September 1941 Sir Akbar Hydari († 1941)
- September 1941–1946 Nawab Sir Muhammad Ahmad Said Khan Chhatari
- August 1946–Mai 1947 Mirza Mohammad Ismail (* 1883, † 1959)
- 1. November 1947–28. November 1947 Sri Mehdi Yar Jung

Präsident der Provisorischen Regierung
- November 1947–19. September 1948: Mir Laik Ali

## Britische Residenten

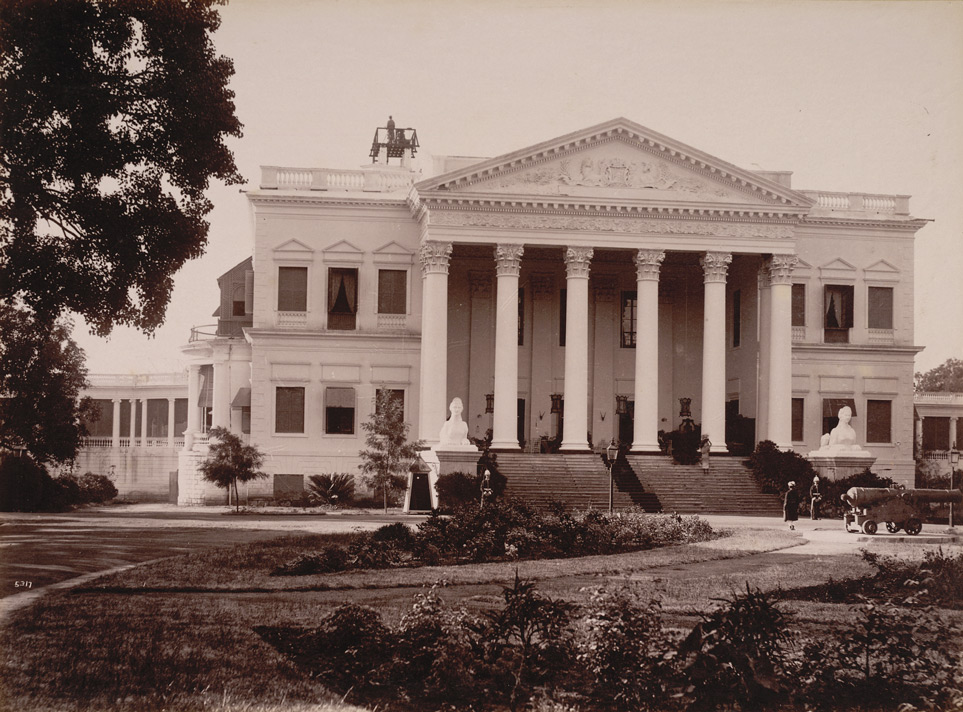
Amtssitz des Residenten (Chādargāt Residency erb. 1803-6, um 1880).

Die Position galt im Indian Civil Service als eine der wenigen Residenturen 1. Klasse, die nur an erfahrene Diplomaten mit entsprechend langer Dienstzeit vergeben wurde.
- April 1779–1781: John Holland
- Juli 1781–1784: James Grant
- Januar 1784–1788: Richard Johnson (* 1750; † 1802)
- April 1788–1797: John Kennaway (* 1758; † 1836)
- 1797–15. Oktober 1805: James Achilles Kirkpatrick (geschäftsführend bis 1798; * 1764; † 1805)
- Oktober 1805–Dezember 1805 Henry Russell (geschäftsführend) (* 1783; † 1852)
- 1806–1810: Thomas Sydenham (* 1780; † 1816)
- Januar 1810–März 1811: Charles Russell (geschäftsführend)
- Dezember 1811–Dezember 1820: Henry Russell
- Dezember 1820–August 1825: Charles Theophilus Metcalfe (* 1785; † 1846)
- September 1825–1830: W. B. Martin, 1827–1830: John Sutherland (geschäftsführend)
- August 1830–November 1830: Ravenshaw (geschäftsführend)
- November 1830–Januar 1838: J. Stewart; 1833–1834: John Sutherland (geschäftsführend)
- Januar 1838–September 1838: Cameron (geschäftsführend)
- September 1838–Januar 1853: James Stuart Fraser (* 1783; † 1869), 1841 William J. Eastwick (geschäftsführend)
- März 1853–September 1853: John Low (* 1788; † 1880)
- Dezember 1853–Dezember 1856: George Alexander Bushby (* 1800; † 1856)
- 1857–21. Mai 1862: Cuthbert Davidson (* 1810; † 1862)
- 1862–1867: George Udny Yule (* 1813; † 1886)
- 1867–1868: Sir Richard Temple (* 1826; † 1902)
- 1868: A. A. Roberts
- 1869–Dezember 1875: Charles B. Saunders (* 1821; † 1888), 1873 Peter Stark Lumsden (geschäftsführend)
- Dezember 1875–1881: Richard John Meade (* 1821; † 1894)
- Mai 1881–April 1882: Steuart Colvin Bayley (* 1836; † 1925)
- April 1882–April 1883: William Brittain Jones (* 1834; † 1912)
- 1883–1888: John Graham Cordery (* 1833; † 1900)
- 1889–1891: Sir Dennis Fitzpatrick
- 1891–1900: Trevor John Chichele Chichele-Plowden (* 1846; † 1905)
- 1900–1905: David William Keith Barr (* 1846; † 1916)
- 1905–1908: Charles Stuart Bayley (* 1854; † 1935)
- 1908–1910: Michael Francis O’Dwyer (* 1864; † 1940)
- 1911–1916: Alexander Fleetwood Pinhey (* 1861; † 1918)
- 1916–1919: Stuart Mitford Fraser (* 1864; † 1963)
- 1919–1925: Charles Lennox Russell
- 1925–1930: William Barton
- 1930–1933: Terence Humphrey Keyes (* 1877; † 1939)
- 1933–1938: Duncan Mackenzie
- 1938–1942: Claude H. Gidney
- 1942–1946: Arthur Cunningham Lothian (* 1887; † 1962)
- 1946–8. April 1947: Charles Gordon Herbert